# Trochosodon fecundus
Trochosodon fecundus är en mossdjursart som beskrevs av Bock och Cook 2004. Trochosodon fecundus ingår i släktet Trochosodon och familjen Biporidae. Inga underarter finns listade i Catalogue of Life.